# Domini de primer nivell
Un domini de primer nivell (en anglès: top-level domain o TLD) és l'última part d'un domini d'Internet; és a dir, les lletres que segueixen l'últim punt del domini. Per exemple, al nom de domini ca.wikipedia.org, el domini de primer nivell és org.
La Internet Assigned Numbers Authority - IANA (Autoritat per l'assignació de nombres a Internet) actualment classifica els dominis de primer nivell en tres tipus:
Territorials(en anglès: country code top-level domain o ccTLD) És el tipus que té cada estat o territori dependent. Tenen dues lletres, per exemple jp pel Japó.
Genèrics(en anglès: generic top-level domain o gTLD) En teoria els fan servir les organitzacions d'una classe particular (per exemple, com per organitzacions comercials). Tenen tres o més lletres. La majoria de gTLDs són d'ús internacional, però per raons històriques els dominis mil i gov són restringits al govern federal i l'exèrcit dels EUA respectivament. Aquests dominis se subclassifiquen en patrocinats sTLD, com .cat, .aero, .coop i .museum, i no patrocinats uTLD, com .biz, .info, .name i .pro.
D'infraestructuraL'únic d'aquest tipus confirmat és arpa, encara que se sap que .root ha existit per raons no conegudes.
Una llista completa dels TLDs existents, en preparació i retirats es pot trobar al final d'aquest article.

## Dominis de primer nivell històrics
El domini .nato es va crear a les darreries de la dècada dels 80 per al seu ús per l'OTAN, que creia que cap dels dominis de primer nivell existents reflectien adequadament el seu estatus com una organització internacional. Poc després de la seva creació, el NIC va crear el TLD .int per aquest tipus d'organitzacions, i va convèncer l'OTAN de fer servir nato.int. Encara i això el domini nato no va ser esborrat fins a juliol del 1996.
Uns altres dominis de primer nivell històrics són:
- .cs per Txecoslovàquia
- .su per la Unió Soviètica
- .zr pel Zaire

## Pseudo-dominis
En el passat Internet va ser només una de moltes xarxes d'àrea extensa (WAN). Els ordinadors no connectats a la Internet però connectats a altres xarxes com Bitnet, CSNET o UUCP, podien intercanviar correu electrònic amb internet via gateways d'e-mail. Quan es feien servir a internet, les adreces d'aquestes altres xarxes el col·locaven dins de pseudodominis com bitnet, csnet i uucp; però aquests no eren dominis de primer nivell reals i no existien al DNS.
La majoria d'aquestes xarxes fa temps que han deixat d'existir però UUCP té un ús significatiu en parts del món on la infraestructura d'internet no està ben establida, encara que es va fent una transició cap a l'ús de dominis d'Internet. Així doncs, els pseudo-dominis en l'actualitat són majoritàriament relíquies històriques.
La xarxa d'anonimat Tor té un pseudo-domini onion, al qual només es pot arribar fent servir el client Tor, ja que utilitza el protocol propi (d'onion routing) per arribar als serveis ocults que serveixen per protegir l'anonimat del domini.

## Dominis de primer nivell reservats
L'RFC 2606 reserva els següents noms de domini de primer nivell per diversos usos, amb la intenció de què aquests no es puguin afegir mai al llistat actual del DNS global:
- example - reservat per a l'ús en exemples
- invalid - reservat per a l'ús en noms de domini òbviament invàlids
- localhost - reservat per evitar conflictes amb l'ús tradicional de localhost
- test - reservat per a l'ús en tests

## Dominis de primer nivell en arrels alternatives DNS
Les arrels alternatives DNS tenen els seus propis dominis de primer nivell. De vegades s'han hagut de desenvolupar endollables per als navegadors per permetre l'accés a algun conjunt de noms de domini "alternatius".